# Letters (川江美奈子のアルバム)
『letters』（レターズ）は2008年9月10日に発表された川江美奈子のセルフカバーアルバムである。これまで他の歌手・アーティストに提供してきた曲を自らのピアノ弾き語りにより収録している。

## 収録曲
1. つないで手 for 一青窈
2. 孤独の向こう for 平原綾香
3. 滴 for 今井美樹
4. 桜色舞うころ for 中島美嘉
5. 足跡 for 今井美樹
6. 夢暦 for 平原綾香
7. ありのままでそばにいて for 郷ひろみ
8. ピアノ

作詞　川江美奈子／一青窈（1）

作曲　川江美奈子

歌　川江美奈子

ピアノ　川江美奈子／武部聡志（3）